# Aspropyrgos
Aspropyrgos (Grieks: Ασπρόπυργος) is een gemeente (dimos) in de Griekse bestuurlijke regio (periferia) Attika.